# Maria Prevolaraki
Maria Prevolaraki (* 21. Dezember 1991 in Athen) ist eine griechische Ringerin. Sie gewann bei den Weltmeisterschaften 2012 und 2017 jeweils eine Bronzemedaille und konnte bereits viermal bei Europameisterschaften eine Silbermedaille erringen. Bis 2013 trat sie im Leichtgewicht, der Gewichtsklasse bis 55 kg Körpergewicht an, danach im Bantamgewicht, der Klasse bis 53 kg.

## Werdegang
Maria Prevolaraki, deren Vater als Ringer und Schiedsrichter im Ringen aktiv war, begann im Alter von 8 Jahren mit dem Ringen. Sie gehört dem Sportclub Ethnikos Athen an und wird von Panagiotis Argoudea sowie dem Iraner Moisen Parigei trainiert. Sie ist Sportstudentin.
Als Juniorin startete sie zwischen 2006 und 2011 bei acht internationalen Meisterschaften und war dabei sehr erfolgreich. 2007 wurde sie in Warschau in der Gewichtsklasse bis 49 kg Junioren-Europameisterin in der Altersgruppe „Cadets“. 2011 wurde sie in Zrenjanin noch einmal Junioren-Europameisterin, dieses Mal in der Altersgruppe „Juniors“ und in der Gewichtsklasse bis 55 kg. Bei der Junioren-Weltmeisterschaft 2011 in Bukarest gewann sie außerdem eine Bronzemedaille.
2011 wurde sie auch erstmals bei den Frauen bei einer internationalen Meisterschaft eingesetzt. Sie kam dabei bei der Europameisterschaft in Dortmund in der Gewichtsklasse bis 55 kg, in der sie als Erwachsene stets startete, nach einer Niederlage gegen Ludmila Cristea, Moldawien, einem Sieg über Christine Knittel, Deutschland und einer Niederlage gegen Katarzyna Krawczyk, Polen, auf den 7. Platz. Bei der Weltmeisterschaft der Frauen 2011 in Istanbul verlor sie gleich ihren ersten Kampf gegen Batbaataryn Nomin-Erdene aus der Mongolei. Da diese das Finale nicht erreichte, schied sie aus und kam nur auf den 26. Platz.
Wesentlich besser schnitt sie bei der Europameisterschaft 2012 in Belgrad ab. Sie besiegte dort Eileen Friedrich, Deutschland und Lenka Martinakowa, Tschechien, verlor dann gegen Sofia Mattsson, Schweden und im Kampf um eine Bronzemedaille auch gegen Marija Gurowa aus Russland. Sie erreichte damit den 5. Platz. Im April 2012 gelang es Maria Prevolaraki sich mit einem 2. Platz hinter Julia Ratkewitsch, Aserbaidschan, bei einem Turnier in Sofia für die Teilnahme an den Olympischen Spielen in London zu qualifizieren. Sie ließ dabei u. a. Ludmila Cristea und Anna Gomis, Frankreich, hinter sich. Bei den Olympischen Spielen in London selbst, unterlag sie gleich in ihrem ersten Kampf gegen Julia Ratkewitsch und schied danach aus, weil diese das Finale nicht erreichte. Sie erreichte in London den 15. Platz. Sie nahm dann im kanadischen Strathcoona Caunty auch noch an der Weltmeisterschaft teil und erkämpfte sich dort mit Siegen über Joice Souza de Silva, Brasilien, einer Niederlage gegen Helen Maroulis, Vereinigte Staaten und Siegen über Nadeschda Michalkowa, Weißrussland und Brittanee Laverdure, Kanada eine Bronzemedaille.
Auch bei der Europameisterschaft 2013 in Tiflis war Maria Prevolaraki erfolgreich. Sie gewann dort über Violeta Atanasowa, Bulgarien, Katarzyna Krawczyk und Irina Husjak, Ukraine, unterlag aber im Finale gegen die erfahrene Sofia Mattsson. Sie wurde damit erstmals Vizeeuropameisterin. Ebenfalls 2013 wurde Prevolaraki mit einem Sieg über Marwa Amri im Finale der 55-kg-Klasse Mittelmeerspielesiegerin. 2014 konnte sie ihren Erfolg aus dem Vorjahr bei den Europameisterschaften im finnischen Vantaa wiederholen und gewann erneut die Silbermedaille. Im Finale musste sie sich Marija Gurowa geschlagen geben.
Nach ein paar weniger erfolgreichen Teilnahmen an internationalen Turnieren, schaffte sie 2016 die Qualifikation für die Olympischen Spiele in Rio de Janeiro in der Klasse bis 53 kg Körpergewicht. Dort besiegte sie die Inderin Babita Kumari, verlor jedoch das Viertelfinale gegen Betzabeth Argüello. Da die Venezolanerin nicht das Finale erreichte, bekam Prevolaraki auch nicht mehr über die Hoffnungsrunde eine Chance auf eine olympische Medaille und landete auf Rang 10.
In der 53-kg-Klasse konnte Maria Prevolaraki sowohl bei den Europameisterschaften 2017, als auch bei den Weltmeisterschaften in Paris eine Bronzemedaille gewinnen. Bei der WM besiegte sie im Kampf um Platz 3 Estera Dobre aus Rumänien. Auch bei den Europameisterschaften 2018 reichte es für sie nur zur Bronzemedaille. Erfolgreicher war sie bei den Mittelmeerspielen, bei denen sie in der Gewichtsklasse bis 53 kg abermals eine Goldmedaille gewinnen konnte.
2019 nahm Prevolaraki unter anderem an den Europaspielen teil. Dort bezwang sie die Norwegerin Silje Kippernes, schied anschließend jedoch gegen Stalwira Sorschusch aus Russland aus. Damit erreichte sie in der Klasse bis 53 kg Rang 7.
2020 wurde statt den Weltmeisterschaften ein Weltcup in Belgrad ausgetragen, an dem auch Maria Prevolaraki in der 53-kg-Klasse teilnahm. Nach Siegen über Zeynep Yetgil, Türkei, und Salina Sidakowa, Belarus, stand sie im Finale der Polin Roksana Zasina gegenüber. Auch diesen Kampf konnte sie für sich entscheiden und gewann die Goldmedaille.
Prevolaraki nahm 2021 an den Olympischen Sommerspielen 2020 in Tokio teil. Sie wurde mit 4:11 von Luisa Valverde aus Ecuador besiegt und schied danach aus. Sie belegte den 11. Platz.
Sowohl 2021, als auch 2022 wurde sie Vizeeuropameisterin.

## Internationale Erfolge
| Jahr | Platz | Wettbewerb                                     | Gewichtsklasse | Ergebnisse |
| ---- | ----- | ---------------------------------------------- | -------------- | --- |
| 2006 | 8.    | Junioren-EM (Cadets) in Istanbul               | bis 49 kg      | Siegerin: Sofia Mattsson, Schweden, vor Marina Oydopowa, Russland |
| 2007 | 1.    | Junioren-EM (Cadets) in Warschau               | bis 49 kg      | vor Mihaele Munteanu, Rumänien, und Swetlana Schirjajewa, Russland |
| 2008 | 5.    | Junioren-EM (Cadets) in Daugavpils             | bis 52 kg      | Siegerin: Karima Sanchez Ramis, Spanien, vor Swetlana Schirjajew |
| 2008 | 5.    | Junioren-WM in Istanbul                        | bis 51 kg      | hinter Yu Horiuchi, Japan, Jekaterina Krasnowa, Russland, Helen Maroulis, USA, und Nadja Gradschuk, Aserbaidschan                                                                                  |
| 2009 | 11.   | Klippan Lady Open                              | bis 55 kg      | Siegerin: Natalja Smirnowa, Russland, vor Sylwie Bilenska, Polen |
| 2009 | 5.    | Junioren-EM in Tiflis                          | bis 55 kg      | Siegerin: Marija Gurowa, Russland, vor Anastasija Grigorjeva, Lettland |
| 2009 | 12.   | Junioren-WM in Ankara                          | bis 55 kg      | nach einem Sieg über Batbaataryn Nomin-Erdene, Mongolei, und einer Niederlage gegen Marija Gurowa                                                                                                  |
| 2011 | 3.    | „Dan Kolow & Nikola Petrow“-Memorial in Burgas | bis 59 kg      | hinter Georgiana Narcisa Paic, Rumänien, und Rim Ayari, Tunesien |
| 2011 | 7.    | EM in Dortmund                                 | bis 55 kg      | nach einer Niederlage gegen Ludmila Cristea, Moldawien, einem Sieg über Christine Knittel, Deutschland, und einer Niederlage gegen Katarzyna Krawczyk, Polen                                       |
| 2011 | 1.    | Junioren-EM in Zrenjanin                       | bis 55 kg      | vor Tatjana Debien, Frankreich, und Eileen Friedrich, Deutschland |
| 2011 | 3.    | Junioren-WM in Bukarest                        | bis 55 kg      | nach einem Sieg über Ana Maria Oltean, Rumänien, einer Niederlage gegen Kanako Murata, Japan, und Siegen über Tatjana Debien und Hafize Sahin, Türkei                                              |
| 2011 | 26.   | WM in Istanbul                                 | bis 55 kg      | nach einer Niederlage gegen Batbaataryn Nomin-Erdene |
| 2011 | 5.    | FILA-Test-Turnier in London                    | bis 55 kg      | hinter Sofia Mattsson, Olga Butkewitsch, Großbritannien, Um Ji-eun, Südkorea, und Julija Ratkewitsch, Aserbaidschan                                                                                |
| 2012 | 5.    | EM in Belgrad                                  | bis 55 kg      | nach Siegen über Eileen Friedrich und Lenka Martinkowa, Tschechien, und Niederlagen gegen Sofia Mattsson und Marija Gurowa                                                                         |
| 2012 | 2.    | Olympiaqualifikationsturnier in Sofia          | bis 55 kg      | hinter Julija Ratkewitsch, vor Ludmila Cristea und Anna Gomis, Frankreich |
| 2012 | 1.    | Mittelmeer-Meisterschaft in Larissa            | bis 55 kg      | vor Bedihe Gun, Türkei, Tatjana Debien und Rabea Sayed, Ägypten |
| 2012 | 15.   | OS in London                                   | bis 55 kg      | nach einer Niederlage gegen Julija Ratkewitsch |
| 2012 | 3.    | WM in Strathcoona County                       | bis 55 kg      | nach einem Sieg über Joice Souza da Silva, Brasilien, einer Niederlage gegen Helen Maroulis und Siegen über Nadeschda Michalkowa, Belarus, und Brittanee Laverdure, Kanada                         |
| 2013 | 2.    | EM in Tiflis                                   | bis 55 kg      | nach Siegen über Violeta Atanasowa, Bulgarien, Katarzyna Krawczyk und Irina Husjak, Ukraine, und einer Finalniederlage gegen Sofia Mattsson                                                        |
| 2013 | 1.    | Mittelmeerspiele in Mersin                     | bis 55 kg      | vor Marwa Amri, Tunesien, und Aurélie Basset, Frankreich |
| 2013 | 11.   | Universiade in Kazan                           | bis 55 kg      | Sieger: Walerija Scholobowa, Russland |
| 2013 | 9.    | WM in Budapest                                 | bis 55 kg      | nach Siegen über Katarzyna Krawczyk und Marwa Amri sowie einer Niederlage gegen Irina Husjak |
| 2014 | 2.    | EM in Vantaa                                   | bis 53 kg      | nach Siegen über Francesca Mori, Italien, Patimat Bagomedowa, Aserbaidschan, Ana Maria Pavăl, Rumänien, und der Finalniederlage gegen Marija Gurowa                                                |
| 2014 | 16.   | WM in Taschkent                                | bis 53 kg      | nach einer Niederlage gegen Natalia Budu aus Moldau |
| 2015 | 32.   | WM in Paradise                                 | bis 53 kg      | nach einer Niederlage gegen Natalia Budu |
| 2016 | 8.    | EM in Riga                                     | bis 55 kg      | nach einem Sieg über Ewelina Nikolowa, Bulgarien, und einer Niederlage gegen Salina Sidakowa, Belarus                                                                                              |
| 2016 | 10.   | OS in Rio de Janeiro                           | bis 53 kg      | nach einem Sieg über Babita Kumari, Indien, und einer Niederlage gegen Betzabeth Argüello, Venezuela                                                                                               |
| 2017 | 3.    | EM in Novi Sad                                 | bis 53 kg      | hinter Wanessa Kaladsinskaja, Belarus und Natalja Malyschewa, Russland |
| 2017 | 3.    | WM in Paris                                    | bis 53 kg      | nach einem Schultersieg über Aigül Nurälim, Kasachstan, und einer Niederlage gegen Wanessa Kaladsinskaja sowie Siegen in der Hoffnungsrunde gegen Iulia Leorda, Moldau, und Estera Dobre, Rumänien |
| 2018 | 3.    | EM in Kaspijsk                                 | bis 53 kg      | hinter Stalwira Sorschusch, Russland, und Wanessa Kaladsinskaja |
| 2018 | 1.    | Mittelmeerspiele in Vila-seca                  | bis 53 kg      | vor Aysun Erge, Türkei, und Hilary Honorine, Frankreich |
| 2018 | 13.   | WM in Budapest                                 | bis 53 kg      | Niederlagen gegen Haruna Okuno, Japan, und Pang Qianyu, China |
| 2019 | 15.   | EM in Bukarest                                 | bis 53 kg      | nach Niederlage gegen Sofia Mattsson, Schweden; Wettkampfsiegerin: Stalwira Sorschusch, Russland                                                                                                   |
| 2019 | 5.    | WM in Nur-Sultan                               | bis 53 kg      | nach Siegen über Jessica Blaszka, Niederlande, Erdenetschimegiin Sumjaa, Mongolei, Luisa Valverde, Ecuador, sowie Niederlagen gegen Mayu Mukaida, Japan, und Vinesh Phogat, Indien                 |
| 2020 | 7.    | EM in Rom                                      | bis 53 kg      | Sieg über Violeta Ponomarjova, Lettland, und Niederlage gegen Katarzyna Krawczyk, Polen |
| 2020 | 1.    | Weltcup in Belgrad                             | bis 53 kg      | vor Roksana Zasina, Polen, Anschelika Wetoschkina, Russland, und Salina Sidakowa |
| 2021 | 2.    | EM in Warschau                                 | bis 53 kg      | hinter Olga Choroschawzewa, Russland |
| 2021 | 11.   | OS in Tokio                                    | bis 53 kg      | nach einer Niederlage im ersten Kampf gegen Luisa Valverde, Ecuador |
| 2022 | 2.    | EM in Budapest                                 | bis 53 kg      | hinter Jonna Malmgren, Schweden |

## Erläuterungen
- alle Wettkämpfe im freien Stil
- OS = Olympische Spiele, WM = Weltmeisterschaften, EM = Europameisterschaften